# Imre Sarkadi
Dans le nom hongrois Sarkadi Imre, le nom de famille précède le prénom, mais cet article utilise l’ordre habituel en français Imre Sarkadi, où le prénom précède le nom.
Imre Sarkadi est un dramaturge, un romancier, un journaliste et un scénariste hongrois né le 13 août 1921 à Debrecen et mort le 12 avril 1961 à Budapest, (Hongrie).

## Biographie
Fils d'un inspecteur des impôts et d'une enseignante il effectue ses études secondaires au collège calviniste de sa ville natale d'où il sort diplômé en 1939. Il poursuit en étudiant le droit à l'Université de Debrecen de 1939 à 1943 tout en étant assistant en pharmacie en 1941 et les deux années suivantes, commis dans un journal local où il s'exprime aussi dans les pages consacrées au sport. En 1945 il obtient son diplôme universitaire et en 1946 emménage à Budapest. De rédacteur en chef à Debrecen au journal du Parti paysan national hongrois dont il est membre, il en devient le directeur et côtoie Imre Kovács (résistant), Ferenc Erdei, Peter Veres entre autres. En 1949, il se marie et devient père d'une fille et beau-père car son épouse est déjà mère d'un garçon né d'une union précédente.
Les circonstances politiques, il a été partisan Imre Nagy, et économiques, son humeur changeante vont de pair avec une existence où il « touche à tout » : 
- 1948 : Il travaille à la radio hongroise.
- 1949 : Il passe quelques mois à MAFILM Hungarian Film Studios.
- 1950 : Il est rédacteur en chef dans un périodique.
- 1953 : Il enseigne dans une école primaire à Balmazújváros.
- 1954-1955 : Il tient une rubrique littéraire dans un journal.
- 1955-1957 : Travaille comme dramaturge pour le théâtre Madách.
- 1960 : Il est employé dans un institut d'état qui fabrique des vaccins.

Ses œuvres qui souvent parlent du milieu rural, des conditions de vie de la paysannerie, des transformations socialistes contradictoires de l'existence, des problèmes moraux qu'elles posent le conduisent à être Lauréat du Prix Attila József en 1951 et en 1952, de l'obtenir en 1954 et de remporter le prix Kossuth en 1955 (3e grade).
Risque-tout et alcoolique pendant une partie de son existence, sa vie se termine dans la nuit du 12 avril 1961 lorsqu'il tombe du balcon ou d'une fenêtre de l'appartement de son ami Béla Kondor situé au 5e étage d'un immeuble à Budapest alors que le même jour Lâcheté parait dans la principale revue hongroise Le Contemporain (Kortárs). Désormais il repose au cimetière national de Fiumei út à Budapest.

## Œuvres
- 1948 : A szökevény, nouvelle
- 1948 : L'Erreur d'Œdipe (Ödipusz megvakul), nouvelle
- 1948 : Atteindre Simeon (Oszlopos Simeon) ou Siméon le Stylite selon la traduction de Péter Komoly, roman
- 1950 : Le chemin de János Gál (Gál János utja), roman
- 1953 : Brute de ferme (Tanyasi dúvad), nouvelle
- 1955 : Dans le puits (Kútban), nouvelle adaptée pour le film Un petit carrousel de fête
- 1955 : L'Orage (Viharban), roman
- 1955 : Septembre (Szeptember), comédie dramatique
- 1960 : Atteindre Simeon, comédie dramatique
- 1960 : Le Fou et la bête (Bolond és szörnyeteg), roman
- 1961 : Lâcheté (A gyáva), court roman publié en France dans Les Temps modernes en 1963.
- 1961 : Paradis perdu (Elveszett paradicsom), comédie dramatique

## Filmographie

### Scénariste
- 1956 : Un petit carrousel de fête de Zoltán Fábri
- 1958 : A szökevény, court métrage de János Tóth
- 1961 : Le Fauve de Zoltán Fábri
- 1962 : Elveszett paradicsom, (Paradis perdu) de Károly Makk
- 1964 : Izgubljeni raj, téléfilm de Slavoljub Stefanovic Ravasi
- 1964 : Szeptember, (Septembre) téléfilm d'István Horvai
- 1966 ; Viharban, (Tempête) téléfilm de Imre Mihályfi
- 1971 : A gyáva, (Le lâche) de Imre Mihályfi
- 1973 : Bolond és szörnyeteg, (Le fou et la bête) téléfilm de Károly Esztergályos
- 1974 : Vendégek, (Les clients) de Lászlo Félix, un épisode de la série télévisée Zenés Tv szinház, (Comédie musicale)
- 1975 : Oszlopos Simeon, (Atteindre Simeon) de Károly Esztergályos
- 1986 : Elveszett paradicsom, (Paradis perdu), téléfilm d'Imre Mihályfi
- 1992 : Egy diáktüzér naplójad'après la nouvelle Száz év Segesvárnál, téléfilm de Tamás Zilahy

### Acteur
- 1976 : A járvány, (L'Épidémie) de Pál Gábor : Moravcsik